# Tmarus rimosus
Tmarus rimosus är en spindelart som beskrevs av Paik 1973. Tmarus rimosus ingår i släktet Tmarus och familjen krabbspindlar. Inga underarter finns listade i Catalogue of Life.